# Alfred Eltz
Alfred Eltz (27. května 1834 Vídeň – 28. července 1917 Ardagger) byl rakouský politik německé národnosti, v 2. polovině 19. století poslanec Říšské rady z Dolních Rakous.

## Biografie
Profesí byl statkářem v Ardaggeru. V letech 1851–1855 studoval práva na Vídeňské univerzitě. Působil pak na praxi jako koncipient. Od roku 1862 se zabýval správou svého statku v obci Ardagger Stift. Byl jejím starostou v letech 1878–1911. Byl též předsedou okresního silničního výboru.
Od roku 1896 byl poslancem Dolnorakouského zemského sněmu za velkostatkářskou kurii. Mandát obhájil v roce 1902 a 1908. Poslancem byl až do roku 1915. Zastupoval Stranu ústavověrného velkostatku.
Působil i jako poslanec Říšské rady (celostátního parlamentu Předlitavska), kam usedl ve volbách roku 1885 za kurii velkostatkářskou v Dolních Rakousích. Slib složil 28. září 1885. Mandát obhájil ve volbách roku 1891, volbách roku 1897 a volbách roku 1901. Ve volebním období 1885–1891 se uvádí jako Alfred Eltz, statkář, bytem Ardagger Stift.
Na Říšské radě patřil po volbách roku 1885 do poslaneckého Coroniniho klubu. V roce 1887 se již uvádí jako člen poslanecké frakce Deutschösterreichischer Club (Německorakouský klub), která sdružovala umírněnou část německého ústavověrného tábora. V roce 1890 se uvádí jako poslanec obnoveného klubu německých liberálů, nyní oficiálně nazývaného Sjednocená německá levice. I po volbách roku 1891 byl členem klubu Sjednocené německé levice. Po volbách roku 1897 se uvádí jako ústavověrný velkostatkář.
Zemřel v červenci 1917.